# Larischia animosa
Larischia animosa är en stekelart som först beskrevs av Tosquinet 1896.  Larischia animosa ingår i släktet Larischia och familjen brokparasitsteklar. Inga underarter finns listade i Catalogue of Life.